# 1-溴萘

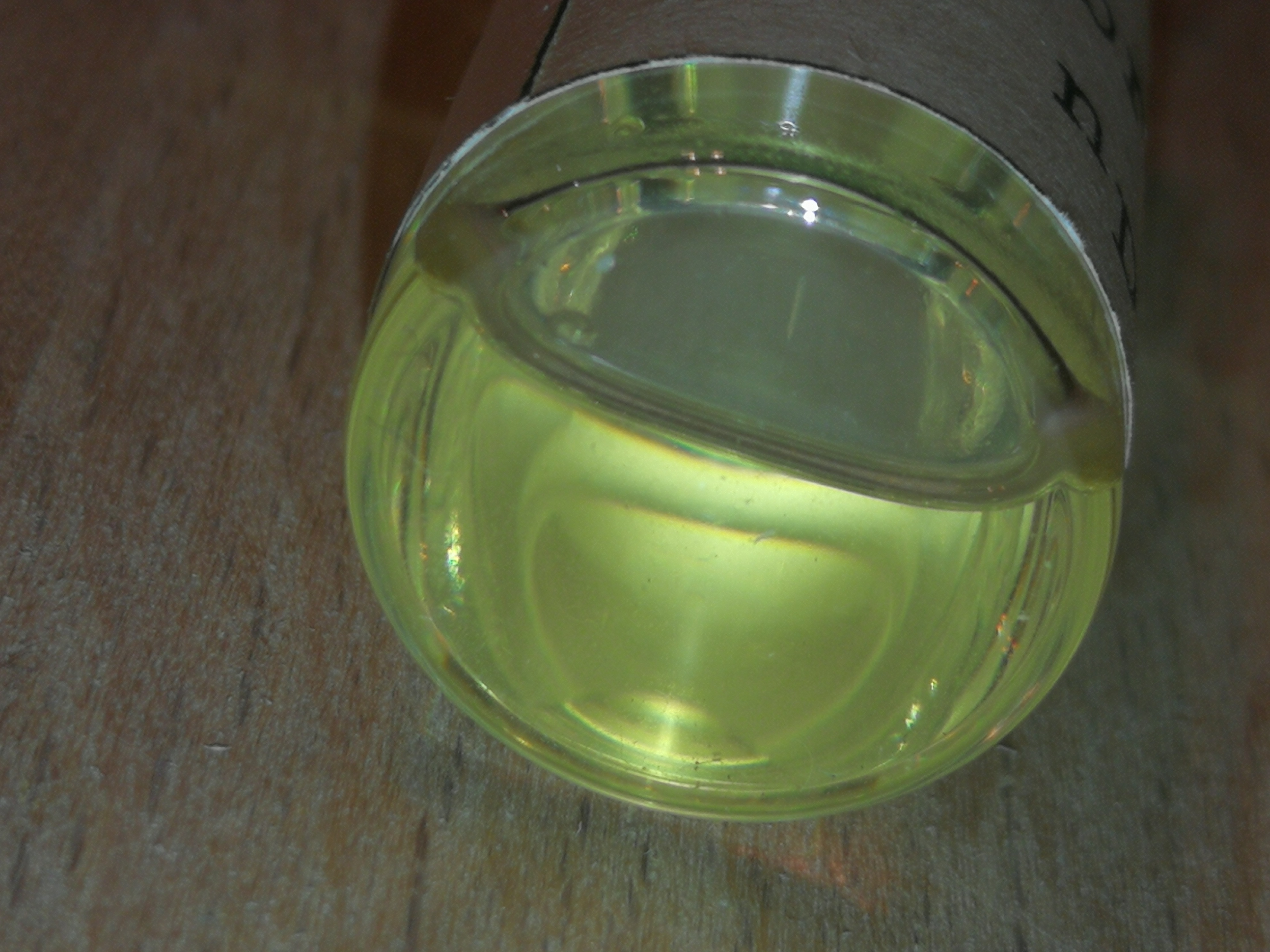
安瓿内的1-溴萘样品

1-溴萘是一种有机化合物，化学式为C10H7Br，是2-溴萘的同分异构体。在正常情况下，1-溴萘呈无色液体状。

## 合成与反应
1-溴萘可由萘与溴反应生成：
C10H8  +  Br2   →   C10H7Br  +  HBr
1-溴萘的反应性质与许多溴代芳烃类似。作为溴化物，可被氰化物置换而得到腈；也可以用于合成格氏试剂和有机锂试剂，如1-萘基锂。

## 应用
因其高折射率 (1.656-1.659nD) ，1-溴萘可在显微镜观察时用作包埋剂，及测定晶体的折射。1-溴萘也是多种萘的取代衍生物的前体。